# Dracontopode
Le dracontopode est un serpent ou un dragon possédant une tête humaine, éventuellement avec un torse et des bras humains, souvent présent dans les bestiaires médiévaux. 

## Sources
Le Liber monstrorum, catalogue de peuples et créatures légendaires anonyme du VIIIe siècle, le décrit ainsi :
« Les fables des Grecs disent qu'il y a eu des hommes avec des corps énormes et d'une telle masse, semblables cependant à l'humanité, sauf qu'ils avaient des queues de dragon, d'où leur nom en grec Dracontopodes. »

## Exemples de dracontopodes
L'une de ces figures orne une décoration d'église romane à Lurcy-Lévis.
La fée Mélusine, avec son corps serpentin, est d'après Claude Lecouteux et Édouard Brasey le dracontopode le plus connu,. 

## Symbolisme
Il symbolise le serpent tentateur, forme du Diable, dans la Bible. 